# Herbert Körbs
Herbert Körbs (* 8. Oktober 1907 in Pößneck; † 17. Mai 1983 in Magdeburg) war ein deutscher Schauspieler und Regisseur.

## Leben
Herbert Körbs wurde in einem bürgerlichen Elternhaus geboren. In Weimar aufgewachsen, fand er bereits mit zwölf Jahren den Weg als Statist zum Theater. Nach einer kaufmännischen Lehre nahm er privaten Schauspielunterricht bei Carl Schreiner. Im Alter von 22 Jahren erhielt er sein erstes Engagement am Deutschen Nationaltheater in Weimar. Anschließend wurde er von 1930 bis 1932 für zwei Spielzeiten am Freiberger Theater engagiert. Die Jahre von 1932 bis 1940 arbeitete er am Theater in Meiningen, welches ihn stark für seine weitere künstlerische Laufbahn prägte. Hier gab er auch mit Der Kaufmann von Venedig sein Regie-Debüt. Von 1940 an war er als Oberspielleiter und Schauspieler am Stadttheater Görlitz aktiv, bis er ab September 1944 als Soldat im Zweiten Weltkrieg seine künstlerische Arbeit unterbrechen musste. 
Nach Ende des Krieges waren das Stadttheater Jena (1945 bis 1949) und die Theater in Halberstadt und Leipzig (mit Gastregien) seine Wirkungsstätten, bevor er ab 1950 für sechs Jahre am Stadttheater Zittau als Oberspielleiter und Schauspieler arbeitete. 1957 wurde er von seinem langjährigen Freund Heinz Isterheil als Schauspieler und Regisseur an das Maxim-Gorki-Theater nach Magdeburg geholt. In mehr als 40 Stücken führte Herbert Körbs Regie und stand dabei häufig auch selbst als Darsteller auf der Bühne. Ab 1956 wirkte er als Schauspieler in mehr als 30 Rollen bei der DEFA und dem Fernsehen mit. 1975 trat er nach über 46 Jahren engagierter Arbeit am und im Theater in den verdienten Ruhestand.
Am Meininger Theater lernte Herbert Körbs seine spätere Ehefrau, die Schauspielerin Hildegard Dreyer, kennen, mit der er oft gemeinsam auf der Bühne stand, so auch 1935 als das klassische Liebespaar Ferdinand und Luise in Friedrich Schillers Kabale und Liebe. Ihre gemeinsame Tochter Ursula Körbs stand ebenfalls bereits als Kind auf der Bühne und wurde auch Schauspielerin.

## Filmografie
- 1956: Der Hauptmann von Köln
- 1957: Spur in die Nacht
- 1958: Jahrgang 21
- 1959: Im Sonderauftrag
- 1961: Gewissen in Aufruhr (Fernsehfilm, 5 Teile)
- 1964: Wolf unter Wölfen (Fernsehfilm, 4 Teile)
- 1965: Die Abenteuer des Werner Holt
- 1968: Der Mord, der nie verjährt
- 1968: Mord am Montag
- 1969: Mohr und die Raben von London
- 1969: Befreiung
- 1969: Seine Hoheit – Genosse Prinz
- 1970: Jeder stirbt für sich allein (Fernsehfilm, 3 Teile)

## Theater

### Regie
- 1943: Axel von Ambesser: Wie führe ich eine Ehe? (Stadttheater Görlitz)
- 1948: Friedrich Hebbel: Maria Magdalena (auch Rolle als Leonhard) (Stadttheater Jena)
- 1950: William Shakespeare: Macbeth (Stadttheater Zittau)
- 1950: Leon Kruczkowski: Die Sonnenbrucks (Stadttheater Zittau)
- 1950: Günther Weisenborn: Die Neuberin (Stadttheater Zittau)
- 1951: Johann Wolfgang von Goethe: Egmont (Stadttheater Zittau)
- 1951: Alexander N. Ostrowski: Tolles Geld (Stadttheater Zittau)
- 1951: Gerhart Hauptmann: Fuhrmann Henschel (Stadttheater Zittau)
- 1955: Friedrich Schiller: Don Carlos (auch Rolle als Philipp) (Stadttheater Zittau)
- 1956: Johann Wolfgang von Goethe: Faust I (Stadttheater Zittau)
- 1957: Alfred Bagdahn: Das Wolfsgesetz (Stadttheater Zittau)
- 1958: Johannes R. Becher: Samba (Maxim-Gorki-Theater Magdeburg)
- 1958: Johann Wolfgang von Goethe: Faust (auch Rolle als Mephisto) (Maxim-Gorki-Theater Magdeburg)
- 1959: Bertolt Brecht: Mutter Courage und ihre Kinder (Maxim-Gorki-Theater Magdeburg)
- 1961: Johann Wolfgang von Goethe: Egmont (Maxim-Gorki-Theater Magdeburg)
- 1961: Curt Goetz: Der Hund im Hirn (Maxim-Gorki-Theater Magdeburg)
- 1962: Gerhart Hauptmann: Die Weber (Maxim-Gorki-Theater Magdeburg)
- 1962: Rolf Schneider: Godefroys (Maxim-Gorki-Theater Magdeburg)
- 1962: Alexei Arbusow: Irkutsker Geschichte (Maxim-Gorki-Theater Magdeburg)
- 1964: Friedrich Wolf: Die Jungens von Mons (Maxim-Gorki-Theater Magdeburg)
- 1964: André Birabeau: Erste Liebe, Das Paradies (Maxim-Gorki-Theater Magdeburg)
- 1966: Pierre Augustin Caron de Beaumarchais: Der tolle Tag oder Figaros Hochzeit (Maxim-Gorki-Theater Magdeburg)
- 1967: William Shakespeare: Macbeth (Maxim-Gorki-Theater Magdeburg)
- 1967: Curt Goetz: Ingeborg (Maxim-Gorki-Theater Magdeburg)

### Schauspieler
- 1935: Friedrich Schiller: Kabale und Liebe (Ferdinand) Regie: ?  (Theater Meiningen)
- 1969: Karl-Heinz Jakobs: Heimkehr des verlorenen Sohns ( Alter) – Regie: Erhard Marggraf (Maxim-Gorki-Theater Magdeburg)